# Laelia fracta
Laelia fracta är en fjärilsart som beskrevs av William Schaus och Clements 1893. Laelia fracta ingår i släktet Laelia och familjen tofsspinnare. Inga underarter finns listade i Catalogue of Life.